# آرئی‌او اسپیدواگن
آرئی‌او اسپیدواگن (به انگلیسی: REO Speedwagon) (در اصل به‌عنوان آر.ئی.او اسپیدواگن) یک گروه راک آمریکایی است. گروه در سال ۱۹۶۷ تشکیل شد، و موفقیت‌های قابل توجهی را در طول دهه ۱۹۸۰ به دست آورد. آلبوم خیانت سلام (۱۹۸۰) جزو ۴۰ آلبوم پربازدید آمریکا و همچنین بهترین فروش آلبوم این گروه، با بیش از ده میلیون نسخه، قرار گرفت. گروه در طول حرفه خود، بیش از ۴۰ میلیون البوم فروخت، و رده سیزدهم را در ۴۰ آلبوم پربازدید آمریکا، با ترانه‌هایی چون ادامه دادن دوست داشتن شما و نمی‌توانم با این احساس مبارزه کنم به‌دست آورد. جریان اصلی محبوبیت آرئی‌او اسپیدواگن در دهه ۱۹۹۰ از بین می‌رود، اما گروه هنوز محبوبیتشان را با اجرای کنسرت‌های مختلف، حفظ کردند.

## نگارخانه

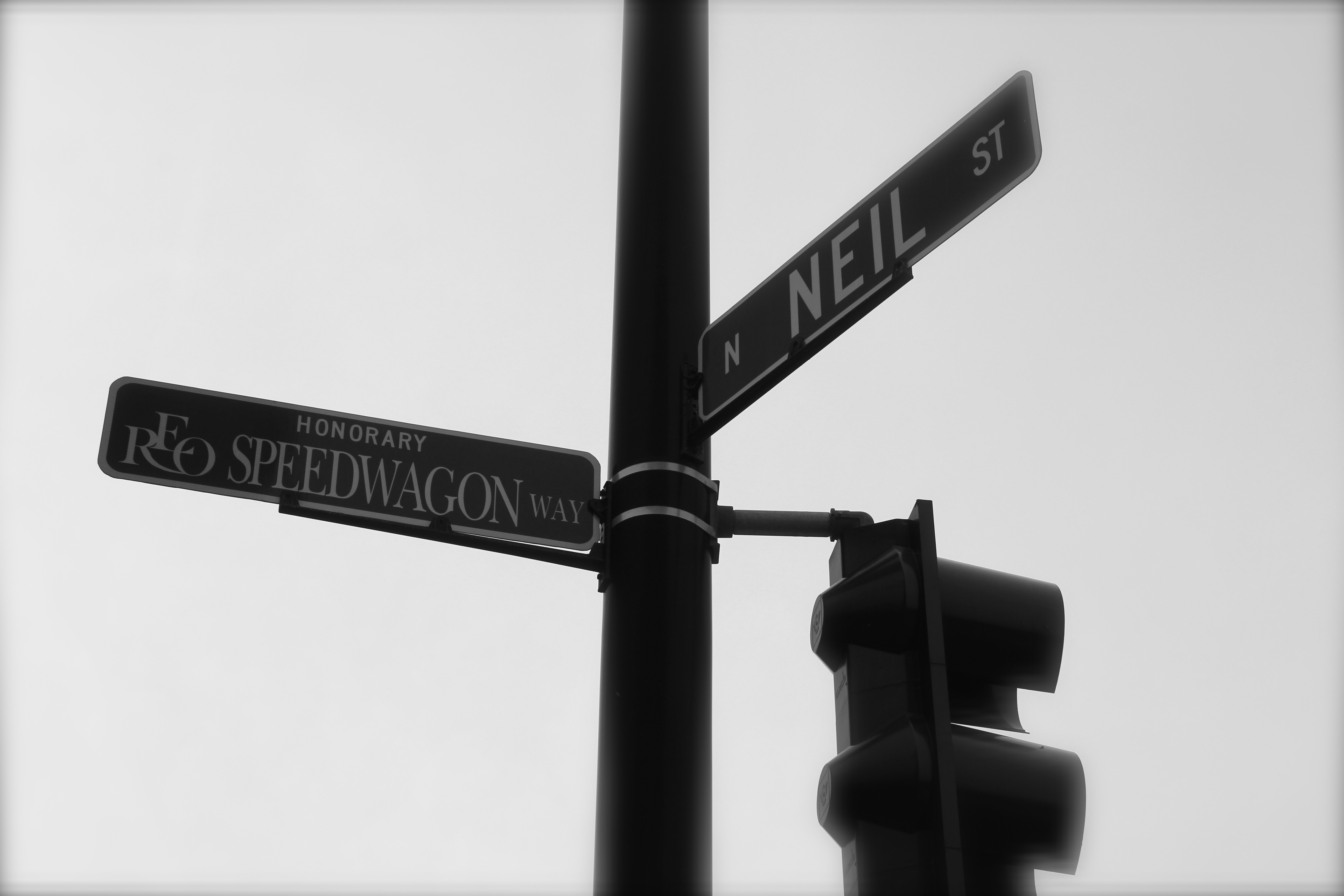
خیابان اصلی در شمپین، ایلینوی به افتخار گروه، به‌نام آرئی‌او اسپیدواگن نامگذاری شده است.